# Malacopteron
Malacopteron é um género de ave da família Pellorneidae.

## Espécies
Este género contém as seguintes 6 espécies:
- Malacopteron albogulare
- Malacopteron affine
- Malacopteron cinereum
- Malacopteron magnirostre
- Malacopteron magnum
- Malacopteron palawanense

1. ↑  «Pellorneidae». aviansystematics.org. The Trust for Avian Systematics. Consultado em 15 de julho de 2023
2. ↑  Gill, Frank; Donsker, David, eds. (2017). «Babblers & fulvettas». World Bird List Version 7.3. International Ornithologists' Union. Consultado em 25 de agosto de 2017